# 弗劳恩贝格 (摩泽尔省)
弗劳恩贝格（法語：Frauenberg，法語發音：[fʁauənbɛʁɡ]；洛林法兰克语：Frambursch）是法国摩泽尔省的一个市镇，属于萨尔格米讷区。

## 地理
弗劳恩贝格（49°8'12"N, 7°7'38"E）面积2.75 平方千米，位于法国大東部大區摩泽尔省，该省份为法国东北部内陆省份，是洛林的一部分，西南接默尔特-摩泽尔省，东临下莱茵省，北与卢森堡和德国接壤。
与弗劳恩贝格接壤的市镇（或旧市镇、城区）包括：布利斯埃贝尔桑、布利斯盖尔斯维莱尔、萨尔格米讷。

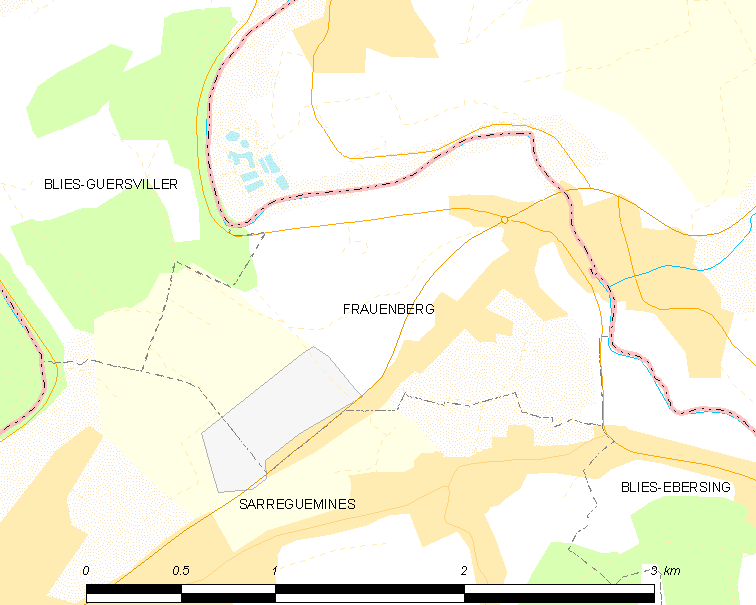
的OSM定位图

弗劳恩贝格的时区为UTC+01:00、UTC+02:00（夏令时）。

## 行政
弗劳恩贝格的邮政编码为57200，INSEE市镇编码为57234。

## 政治
弗劳恩贝格所属的省级选区为萨尔格米讷县。

## 人口

1962-2008年间人口变化图示

弗劳恩贝格于2022年1月1日时的人口数量为602人。